# Basilika Unserer Lieben Frau von Bonaria

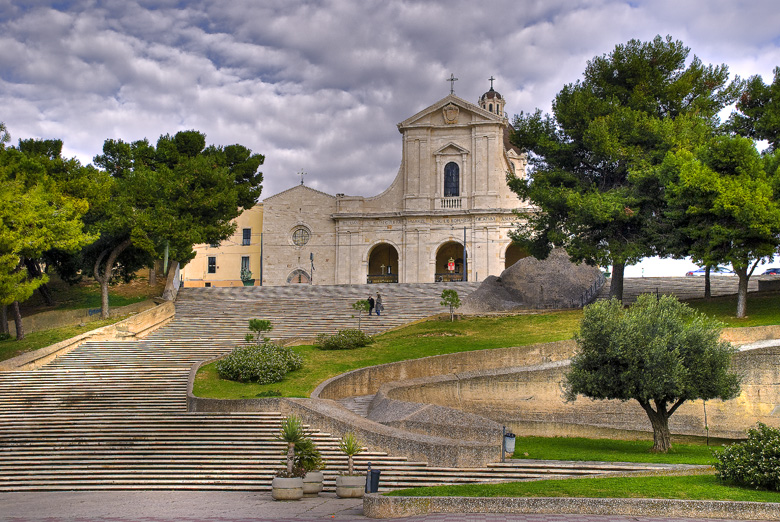
Basilika Unserer Lieben Frau von Bonaria; links angrenzend die alte Wallfahrtskirche

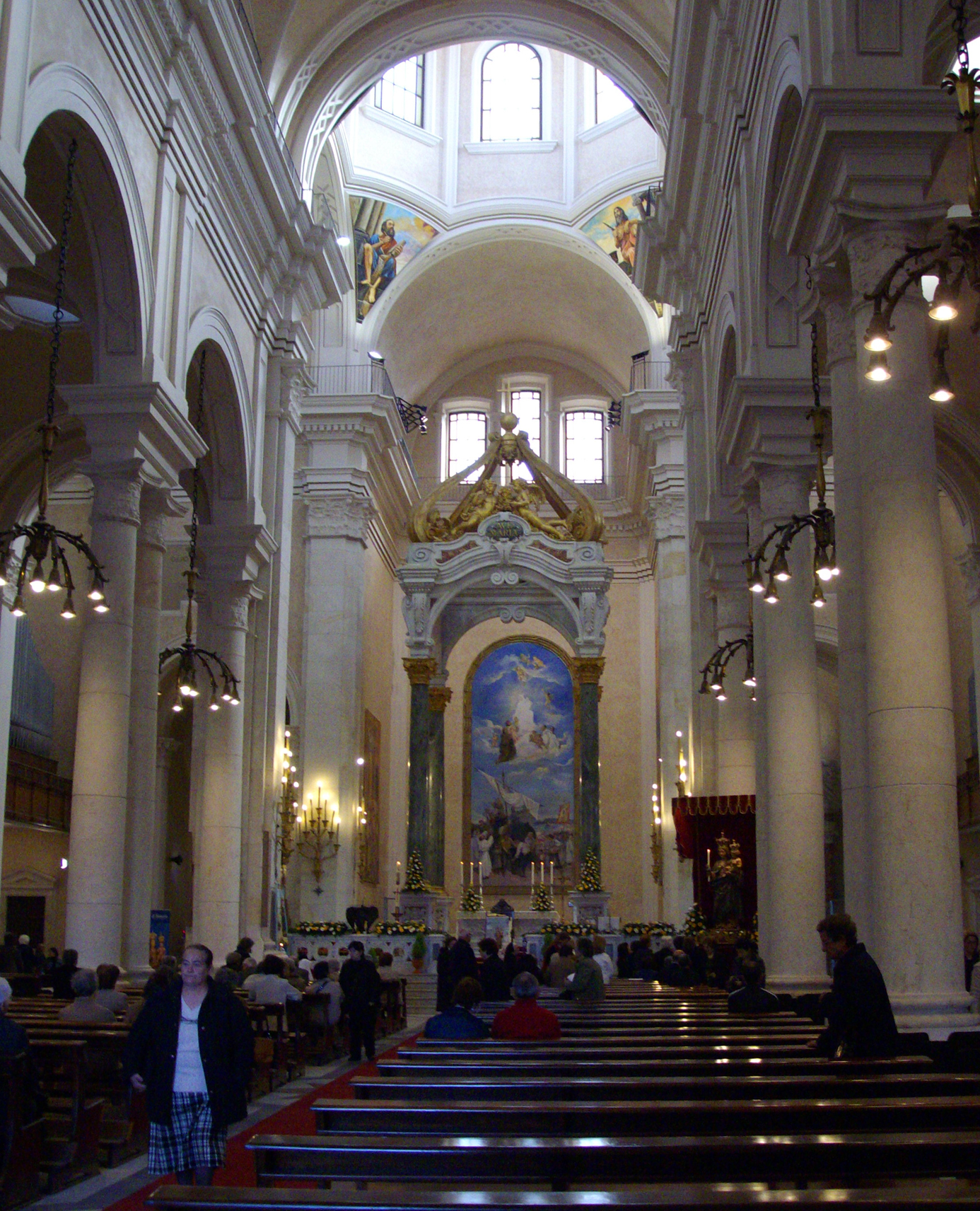
Inneres der Basilika

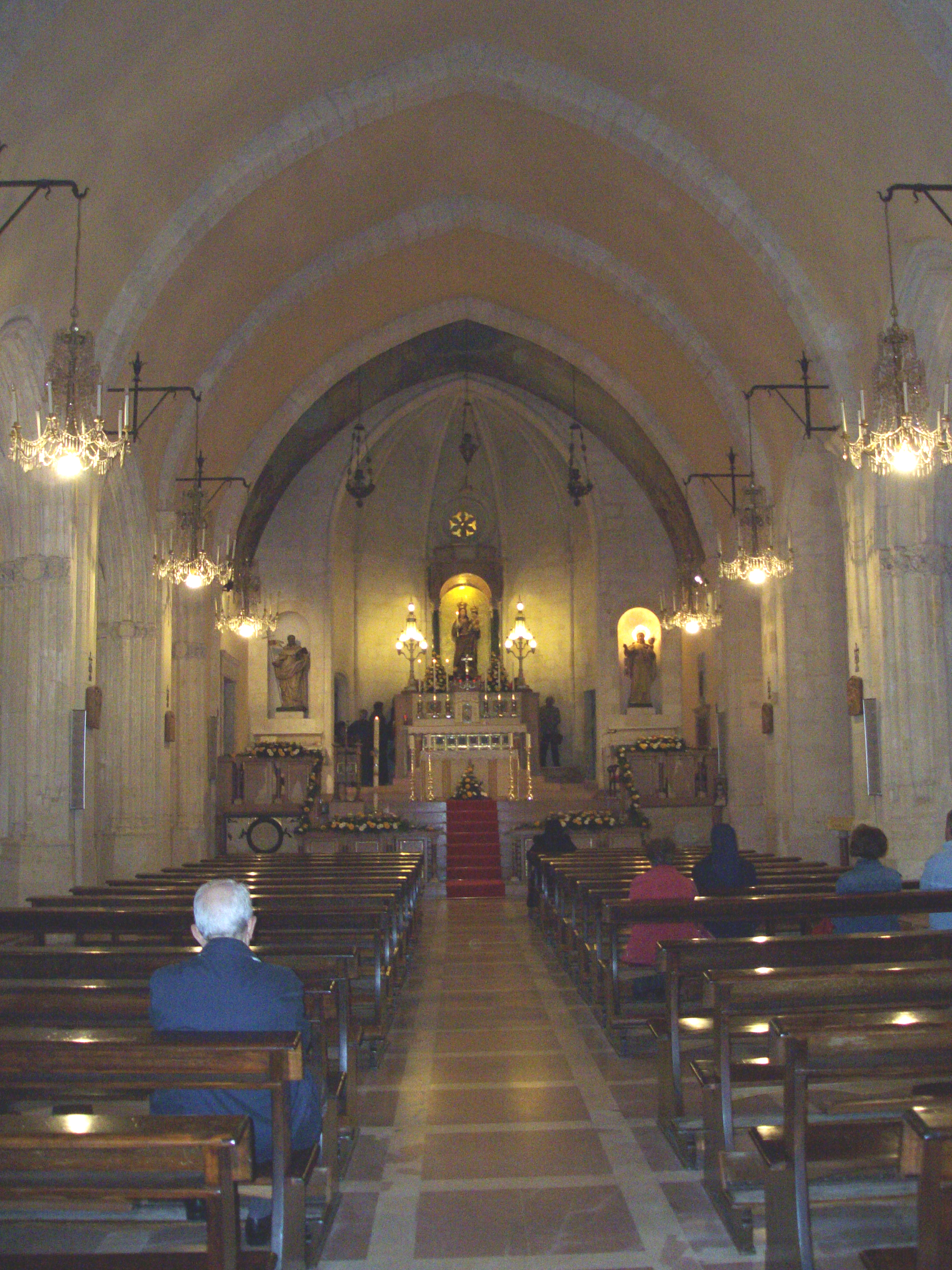
Inneres der alten Kirche mit dem Gnadenbild

Die römisch-katholische Basilika Unserer Lieben Frau von Bonaria (Basilica di Nostra Signora di Bonaria) in Cagliari bildet zusammen mit der alten Wallfahrtskirche Santuario di Bonaria und dem Klosterkomplex der Mercedarier das größte Wallfahrtszentrum auf Sardinien. Es ist der Gottesmutter Maria als Schutzpatronin der Insel und der Seefahrer geweiht.
Die Chiesa di Nostra Signora di Bonaria liegt etwa 3,0 km von Osilo.

## Geschichte
Der Hügel Bonaria („gute Luft“, „günstiger Wind“) liegt südöstlich vom historischen Zentrum Cagliaris. Alfons IV. von Aragón, der 1323/24 von Bonaria aus ganz Sardinien eroberte, baute auf dem Hügel eine Zitadelle mit einer der Dreifaltigkeit und der Gottesmutter geweihten Kirche, dem heutigen Santuario. 1335 überließ er die Anlage dem in Spanien beheimateten Orden der Mercedarier, die daraus ihre bis heute bestehende umfangreiche Niederlassung machten. Schon bald wurde der Ort zu einem geistlichen Zentrum und Pilgerziel.
Im Jahr 1370 kam das Gnadenbild Unserer Lieben Frau von Bonaria in die Kirche, wo es seitdem hoch verehrt wird. Die Legende erzählt, es sei in einer Kiste, die bis heute im Pilgerzentrum gezeigt wird, am Ufer angespült worden; die Madonna habe eine brennende Kerze in der Hand gehalten. Die Kiste sei zuvor von einer Schiffsbesatzung in Seenot ins Meer geworfen worden, worauf sich Sturm und Wellen augenblicklich gelegt hätten.
Die Verehrung der heiligen Jungfrau von Bonaria verbreitete sich rasch bei den Seeleuten Sardiniens und im ganzen Mittelmeerraum, besonders auch in Spanien, zu dem die Insel bis 1714 gehörte. Als Pedro de Mendoza 1536 nach stürmischer Fahrt die Mündung des Río de la Plata erreichte, gründete er dort eine Siedlung, die er zum Dank an die Signora di Bonaria Santa María del Buen Aire nannte, woraus Buenos Aires wurde.
Bereits 1704 begannen die Mercedarier mit dem Bau der geräumigen Wallfahrtsbasilika neben der alten Kirche. Die Arbeiten wurden jedoch aus politischen und finanziellen Gründen immer wieder unterbrochen und mit veränderten Architekturentwürfen fortgesetzt.
Die heutige Kirche entstand im Wesentlichen während der letzten Bauphase von 1910 bis 1920. Im Zweiten Weltkrieg wurde sie 1943 durch einen Bombenangriff der Alliierten schwer beschädigt. Die Wiederherstellung zog sich bis 1998 hin.
1926 erhielt Nostra Signora di Bonaria den Rang einer Basilica minor. Papst Benedikt XVI. besuchte sie 2008 und verlieh ihr die Goldene Rose.

## Gebäude

### Alte Wallfahrtskirche
Das Heiligtum aus dem 14. Jahrhundert ist eine kleine gotische Saalkirche mit einer schlichten Renaissance-Fassade. Im Inneren besitzt sie ein Spitztonnengewölbe, flache Wandpfeilerkapellen und eine Rundapsis. In dieser steht über dem Altar unter einem Ziborium das 1,56 m hohe Gnadenbild aus Johannisbrotbaumholz, die gekrönte Madonna mit dem sitzenden Jesusknaben auf dem linken Arm und einer brennenden Kerze in einem Schiffsmodell in der rechten Hand. Über einen Treppenumgang hinter dem Altar können sich die Pilger dem Gnadenbild nähern. Im Apsisscheitel hängt ein kleines Schiff, von dem es heißt, seine Drehungen zeigten die Windrichtung im Golf von Cagliari an.
Im Kreuzgang des Klosters ist ein Museum eingerichtet, das mit Votivgaben aus allen Epochen die Geschichte der Marienverehrung von Bonaria dokumentiert.

### Basilika
Die 1920 vollendete große Kirche, die südlich parallel an die alte angefügt wurde, ist eine neobarocke, dreischiffige  Kuppel-Basilika auf Kreuzgrundriss mit flach schließendem Chor. Die schmalen Seitenschiffe werden von Kapellen gesäumt. Zentrales Ausstattungsstück ist ein Altarziborium auf Marmorsäulen mit vergoldeter Bekrönung, dessen Öffnung das monumentale Gemälde der Chorrückwand umrahmt. Dieses wurde im Jahr 2001 von dem sardischen Künstler Antonio Corriga (1923–2011) geschaffen und illustriert die Rettung der Seeleute durch die Madonna von Bonaria. Am südöstlichen Vierungspfeiler steht eine Kopie des Gnadenbilds. Die Seitenkapellen sind mit weiteren Marienbildern, die Sakramentskapelle mit einer Emmausdarstellung ausgestattet.